# 凯瑟琳·金

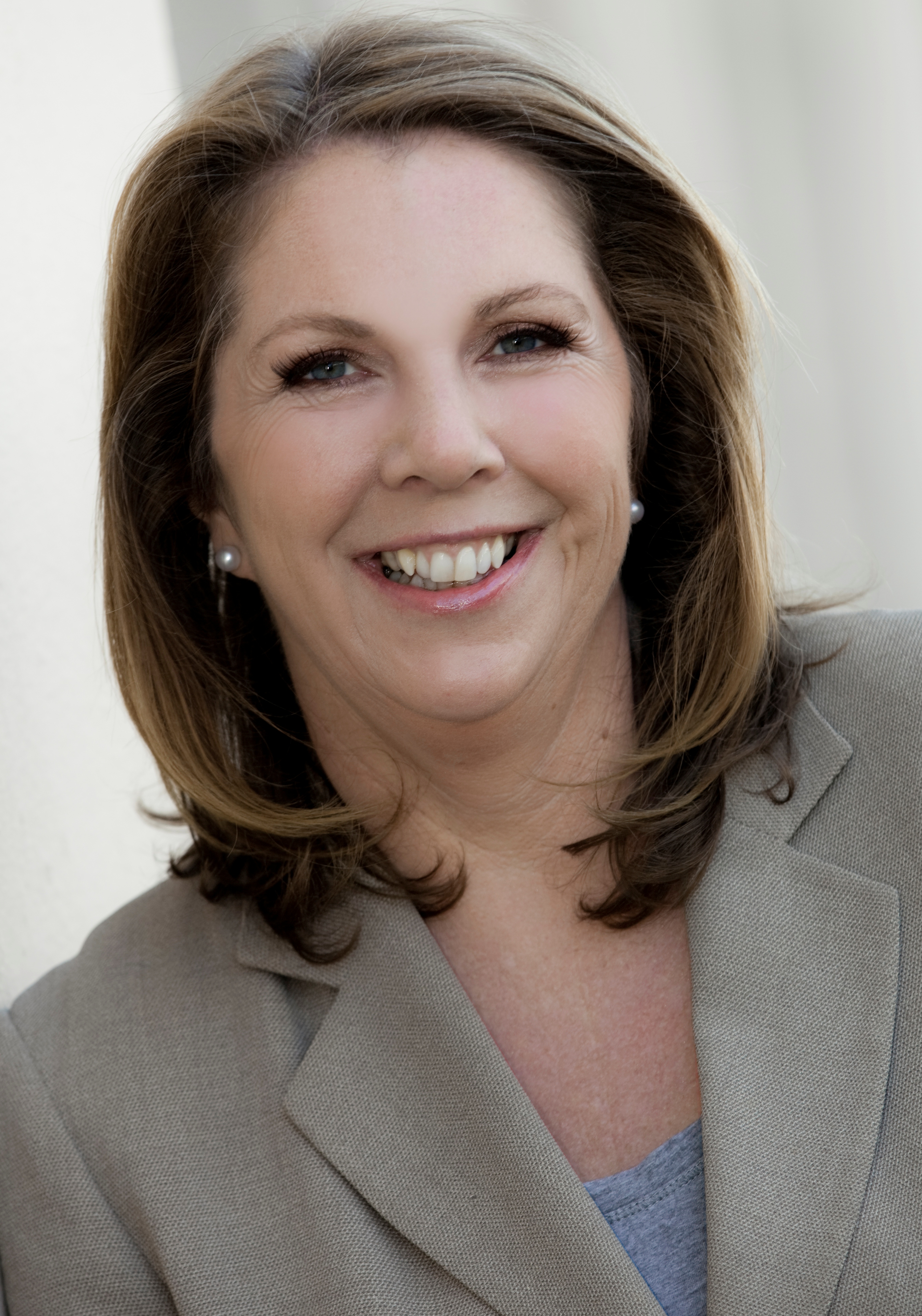

凯瑟琳·菲奥娜·金（Catherine Fiona King，1966年6月2日），澳大利亚政治家，自2001年起担任巴拉瑞特議會议员。她是澳洲工黨的成员，并于2013年短暂担任吉拉德和陆克文政府的部长。她于2013年至2019年担任影子卫生部长，自2019年以来一直担任影子基础设施，运输和区域发展部长。2022年澳洲聯邦大選中，工黨勝出，她獲委任為基礎建設、運輸及鄉郊發展與地方政府部長，加入艾班尼斯內閣。